# マニアック (戯曲)
音楽劇『マニアック』（おんがくげき マニアック）は、演出家・青木豪が書き下ろした舞台作品。主演は関ジャニ∞の安田章大。

## 概要
本作は、「パルコ・プロデュース」シリーズの一環として上演された。
演出家・青木豪と俳優・古田新太が「ちょっとブラックで危ない笑いがつまったものをやりたい」と意気投合して実現した。
舞台は、八猪不二男が院長を務める八猪病院。庭の手入れのために病院を訪れた植木屋の主人公・犬塚アキラは、院長が溺愛する一人娘の八猪メイと恋に落ちてしまう。アキラは、メイを院長のもとから救出しようする物語。
主演の安田章大と古田は、テレビ朝日系『関ジャム 完全燃SHOW』等で共演経験があるが、演技作品での共演は初である。同番組での共演をきっかけに、古田自身が安田へ主演のオファーを送り、共演が実現した。

## 公演情報
- 大阪公演
  - 2019年1月19日 - 1月29日：森ノ宮ピロティホール
- 東京公演
  - 2019年2月5日 - 2月27日：新国立劇場 中劇場

## キャスト
※出典を参照

### 主なキャスト
- 犬塚アキラ：安田章大
- 八猪不二男：古田新太
- 八猪メイ：成海璃子
- 甘木：堀内敬子
- 柴賀：小松和重
- 看護師：山本カナコ
- 元ジャーナリスト：浅野和之

### その他のキャスト
- 宮崎秋人
- 山崎静代
- 頼経明子
- 永沼伊久也
- 大村真佑
- 甲斐祐次
- 斎藤准一郎

- 中本雅俊
- 西田欧誼
- 森山晶之
- 伊藤彩夏
- 加藤梨里香
- 吉田彩美
- 永石千尋

## スタッフ
- 作・演出：青木豪
- 音楽：浅草ジンタ